# Rio Gropşoara
O Rio Gropşoara é um rio da Romênia, afluente do Boşorogu, localizado no distrito de Alba.